# 시장 점유율
시장 점유율(市場占有率)은 경쟁 시장에서 어떠한 상품의 총 판매량 가운데 한 기업의 상품이 차지하는 비율을 말한다. 곧, 특정 산업, 가령 선철 등의 제품시장에서 취급되는 전거래량 중에서 한 기업이 정하는 비율을 가리킨다. 마켓 셰어(market share), 시장 점거율이라는 용어도 통용한다. 칼튼(Carlton O'Neal)에 따르면 시장 점유율이란 경영전략론과 마케팅 분야에서 이용할 수 있는 전체 시장의 일부, 또는 회사가 서비스를 제공하는 시장 세분화의 일부를 가리킨다. 이용할 수 있는 전체 시장 판매 소득 가운데 한 기업의 시장 판매 소득을 나타낼 수 있다. 여기서는 소득뿐 아니라 판매 물건의 양도 살피어 볼 수 있다. 일반적으로 전체 시장 크기와 회사의 시장 점유율을 측정하기 위하여 시장 조사를 의뢰하는 것이 필수적이다.

## 기업의 관심
기업이 시장점유율에 각별히 관심을 기울이게 된 것은 최근의 일인데 그 이유로 보몰(William J. Baumol)은 다음의 다섯 가지를 들고 있다.
1. 한번 시장 점유율이 저하되면 소비자는 그것을 상품에 대한 평판의 저하라고 간주하여 이유도 없이 사지 않게 된다는 점.
2. 동업자 간의 시장점유율이 저하되면 금융기관은 경계하여 자금조달에 응하지 않게 된다는 점.
3. 시장점유율이 저하하기 시작하면 판매를 맡는 상사(商社)를 잃을 위험성이 있다는 점.
4. 매출액이 감소하면 경쟁상대의 기업에 대해서 효과적인 전략을 행사하는 독점력을 상실해 버린다는 점.
5. 소유와 경영의 분리가 현저하게 나타나는 현재의 기업에 있어서는 경영자는 사회적 지위를 시장 점유율의 크기로 과시하는 경향이 있으므로, 그것이 경영자의 보수(報酬)도 결정하는 이상, 주주 총회에 대한 보고를 위해서도 시장점유율의 대소(大小)에 민감하지 않을 수 없다는 점.

## 같이 보기
- 시장 조사

## 참조
- 이 문서에는 다음커뮤니케이션(현 카카오)에서 GFDL 또는 CC-SA 라이선스로 배포한 글로벌 세계대백과사전의 내용을 기초로 작성된 글이 포함되어 있습니다.